# Patois
Patois (fra. patois. od starofra. patoier - "nespretno baratati") je pojam kojim se na francuskom jeziku označuje za lokalni jezik ili narječje koje se razlikuje od standardnog jezika. Tako se govor Parižana smatra standardni, dok jezici manjinskih naroda, primjerice okcitanski ili bretonski su patois.
Patois mogu biti pidžinski jezici, kreolski jezici, zatim narječja i ini oblici mjesnog jezika. No, u patois ne spadaju sleng i žargon.
Dugo je godina patois smatran nečim niže kulture, jezikom građana nižeg reda, nekakvim "seljačkim jezikom". Korijeni takvih stavova su iz doba protestantskih prijevoda Biblije, konkretno kad je Jean Calvin preveo Bibliju na francuski. Kad se u Francusku i Švicarsku uvelo obvezno školovanje, sve mjesne jezične osobine se potiskivalo. Takva se politika neprestano vodila, što je samo zatiralo narječja. Elektronski mediji kao što su radio i televizija su tome izrazito pridonijeli. Tek je u 21. stoljeću se poduzelo nešto da bi se zaštitilo ovo kulturno blago.
Na Jamajci patois (jamajčanski "patwah") je jamajčanski patois, jamajčanski kreolski jezik, jezik koji se temelji na engleskom. 
Antilski otok Dominika ima patois kojemu je osnovica francuski jezik, kreolski te domorodački aravački jezici.

## Vanjske poveznice
- Patois s Jamajke
- Patois s Jamajke - primjeri  Arhivirana inačica izvorne stranice od 14. kolovoza 2008. (Wayback Machine)
- Rječnik patoisa[neaktivna poveznica]